# Seabrook Bros.
Die Seabrook Bros Ltd. war ein britischer Automobilhersteller, der 1920–1928 in London SW3 ansässig war. Gebaut wurden Mittelklassewagen mit Vierzylinder-Reihenmotoren, die zunächst von Dorman, später von Meadows kamen.
1920 wurde der 11.9 hp mit obengesteuertem 1,8-Liter-Motor vorgestellt. Sein Fahrgestell besaß 2743 mm Radstand. 1921 ersetzte ihn der 10/20 hp mit 1,5-Liter-Motor. Sein Radstand war auf 2819 mm gewachsen und er war bis 1923 verfügbar. Nur 1923 wurde der 12/27 hp angeboten. Er hatte einen 1,8-Liter-Motor mit obenliegender Nockenwelle und das gleiche Fahrgestell wie der 10/20 hp.
1924 erschien der kleinere 9/19 hp mit wiederum obengesteuertem Motor und 1,25 Liter Hubraum. Sein Fahrgestell besaß 2.667 mm Radstand. 1926 wurde als letztes Modell der 12/24 hp eingeführt, der das Fahrgestell des Vorgängers, aber einen Hubraum von 1,5 Liter hatte.
1928 wurde die Fertigung eingestellt.

## Modelle
| Modell   | Bauzeitraum | Zylinder | Hubraum  | Radstand |
| -------- | ----------- | -------- | -------- | -------- |
| 11,9 hp  | 1920        | 4 Reihe  | 1796 cm³ | 2743 mm  |
| 10/20 hp | 1921–1923   | 4 Reihe  | 1496 cm³ | 2819 mm  |
| 12/27 hp | 1923        | 4 Reihe  | 1795 cm³ | 2819 mm  |
| 9/19 hp  | 1924        | 4 Reihe  | 1247 cm³ | 2667 mm  |
| 12/24 hp | 1926–1928   | 4 Reihe  | 1496 cm³ | 2667 mm  |

## Quelle
- David Culshaw & Peter Horrobin: The Complete Catalogue of British Cars 1895–1975. Veloce Publishing plc. Dorchester (1999). ISBN 1-874105-93-6